# Galium coronadoense
Galium coronadoense är en måreväxtart som beskrevs av Lauramay Tinsley Dempster. Galium coronadoense ingår i släktet måror, och familjen måreväxter. Inga underarter finns listade i Catalogue of Life.
Arten förekommer endemisk på ögruppen Islas Coronado i nordvästra Mexiko.